# Морис Элви
Мо́рис Э́лви (англ. Maurice Elvey; 11 ноября 1887, Стоктон-он-Тис — 28 августа 1967, Брайтон, Восточный Суссекс) — британский кинорежиссёр, кинопродюсер и сценарист. Самый плодовитый режиссёр в истории британского кинематографа: с 1913 по 1957 выступил режиссёром почти 200 кинолент. Создавая немые фильмы в 1913—1929 годах, Элви производил до двух десятков картин в год. Кроме того, за свою карьеру Элви выступил продюсером 23 фильмов и сценаристом к 13. Является «самым разыскиваемым режиссёром» по версии Британского института кино.

## Биография
Уильям Сьюард Фолкард (настоящее имя режиссёра) родился 11 ноября 1887 года в городе Стоктон-он-Тис. В девятилетнем возрасте сбежал из дома и отправился в поисках удачи в Лондон. Там он подрабатывал подсобным на кухнях, в гостиницах, потом стал рабочим сцены, с 17-летнего возраста стал появляться в массовках. С 1913 года стал выступать одновременно как актёр, режиссёр и сценарист, с 1916 года — как продюсер. Окончил свою карьеру Элви в 1958 году в связи с потерей одного глаза и общим ухудшением здоровья.
Морис Элви скончался 28 августа 1967 года в городе Брайтон.

### Личная жизнь
Морис Элви был женат трижды. Первая жена — актриса Филиппа Престон. Вторая — скульптор Флоренс Хилл Кларк. Третья — актриса Изобел Элсом (1893—1981), брак был заключён 13 января 1923 года, но окончился разводом до 1942 года.

## Избранная фильмография

### Режиссёр
- 1913 — Мария Мартен, или Тайна красного амбара[англ.] / Maria Marten, or the Mystery of the Red Barn
- 1917 — Правосудие[англ.] / Justice
- 1918 — История жизни Дэвида Ллойда Джорджа[англ.] / The Life Story of David Lloyd George
- 1919 — Товарищество[англ.] / Comradeship
- 1920 — На вилле «Роза»[англ.] / At the Villa Rose
- 1920 — Сотый шанс[англ.] / The Hundredth Chance
- 1920 — Рыцарь из таверны[англ.] / The Tavern Knight
- 1921 — Человек с рассечённой губой[англ.] / The Man with the Twisted Lip
- 1921 — Собака Баскервилей[англ.] / The Hound of the Baskervilles
- 1923 — Знак четырёх[англ.] / The Sign of Four
- 1926 — Мадемуазель из Армантьера[англ.] / Mademoiselle from Armentieres
- 1927 — Хиндл просыпается[англ.] / Hindle Wakes
- 1928 — Балаклава[англ.] / Balaclava
- 1929 — Государственная измена[англ.] / High Treason
- 1930 — Скандальная школа[англ.] / The School for Scandal
- 1932 — Жилец[англ.] / The Lodger
- 1933 — Солдаты короля[англ.] / Soldiers of the King
- 1933 — Я жил с тобой[англ.] / I Lived with You
- 1933 — Эта неделя милости[англ.] / This Week of Grace
- 1934 — Моя песня для тебя[англ.] / My Song for You
- 1935 — Ясновидящий[англ.] / The Clairvoyant
- 1935 — Трансатлантический тоннель[англ.] / The Tunnel
- 1938 — Молниеотвод[англ.] / Lightning Conductor
- 1939 — Сыны моря[англ.] / Sons of the Sea
- 1940 — Паук[англ.] / The Spider
- 1940 — Под твоей шляпой[англ.] / Under Your Hat
- 1940 — Комната на двоих[англ.] / Room for Two
- 1942 — Приветствуйте гражданина Джона[англ.] / Salute John Citizen
- 1943 — Слабый пол / The Gentle Sex (в титрах не указан)
- 1943 — Лампа всё ещё горит[англ.] / The Lamp Still Burns
- 1944 — Медаль для генерала[англ.] / Medal for the General
- 1946 — Остерегайтесь жалости / Beware of Pity
- 1951 — Покойная Эдвина Блэк / The Late Edwina Black
- 1952 — Квартирант моей жены[англ.] / My Wife's Lodger
- 1953 — Большая игра[англ.] / The Great Game
- 1953 — Дом шантажа[англ.] / House of Blackmail
- 1953 — Вам действительно необходим медовый месяц?[англ.] / Is Your Honeymoon Really Necessary?
- 1954 — Весёлый пёс[англ.] / The Gay Dog
- 1954 — Беспокойный герой[англ.] / The Harassed Hero
- 1955 — Вы счастливые люди[англ.] / You Lucky People
- 1956 — Сухая гниль[англ.] / Dry Rot
- 1957 — Вторая скрипка[англ.] / Second Fiddle

### Продюсер
- 1926 — Мадемуазель из Армантьера[англ.] / Mademoiselle from Armentieres
- 1927 — Хиндл просыпается[англ.] / Hindle Wakes
- 1930 — Скандальная школа[англ.] / The School for Scandal
- 1944 — Медаль для генерала[англ.] / Medal for the General — ассоциативный продюсер
- 1946 — Остерегайтесь жалости / Beware of Pity

### Сценарист
- 1913 — Мария Мартен, или Тайна красного амбара[англ.] / Maria Marten, or the Mystery of the Red Barn
- 1923 — Знак четырёх[англ.] / The Sign of Four
- 1939 — Сыны моря[англ.] / Sons of the Sea
- 1956 — Последний повешенный?[англ.] / The Last Man to Hang?

### Актёр
Известно, что Элви стал появляться в массовках с 1905 года, но в каких именно фильмах — неизвестно.
- 1913 — Мария Мартен, или Тайна красного амбара[англ.] / Maria Marten, or the Mystery of the Red Barn — капитан Мэттьюс